# Rudolf Müller-Bonigk
Rudolf Müller-Bonigk (även Boenigk och Boenick), född 27 april 1890, var en tysk SS-Brigadeführer och generalmajor i polisen. Under andra världskriget var han befälhavare för Ordnungspolizei (Befehlshaber der Ordnungspolizei, BdO) i Generalguvernementet, Königsberg och Kassel.
Före andra världskriget var Müller-Bonigk som överstelöjtnant kommendör för Landesgendarmerie (Gendarmeriebezirk Hessen) 1936–1938 och från juni 1938 kommendör för Gendarmerie-Schule Hildesheim.